# SwePol
Day

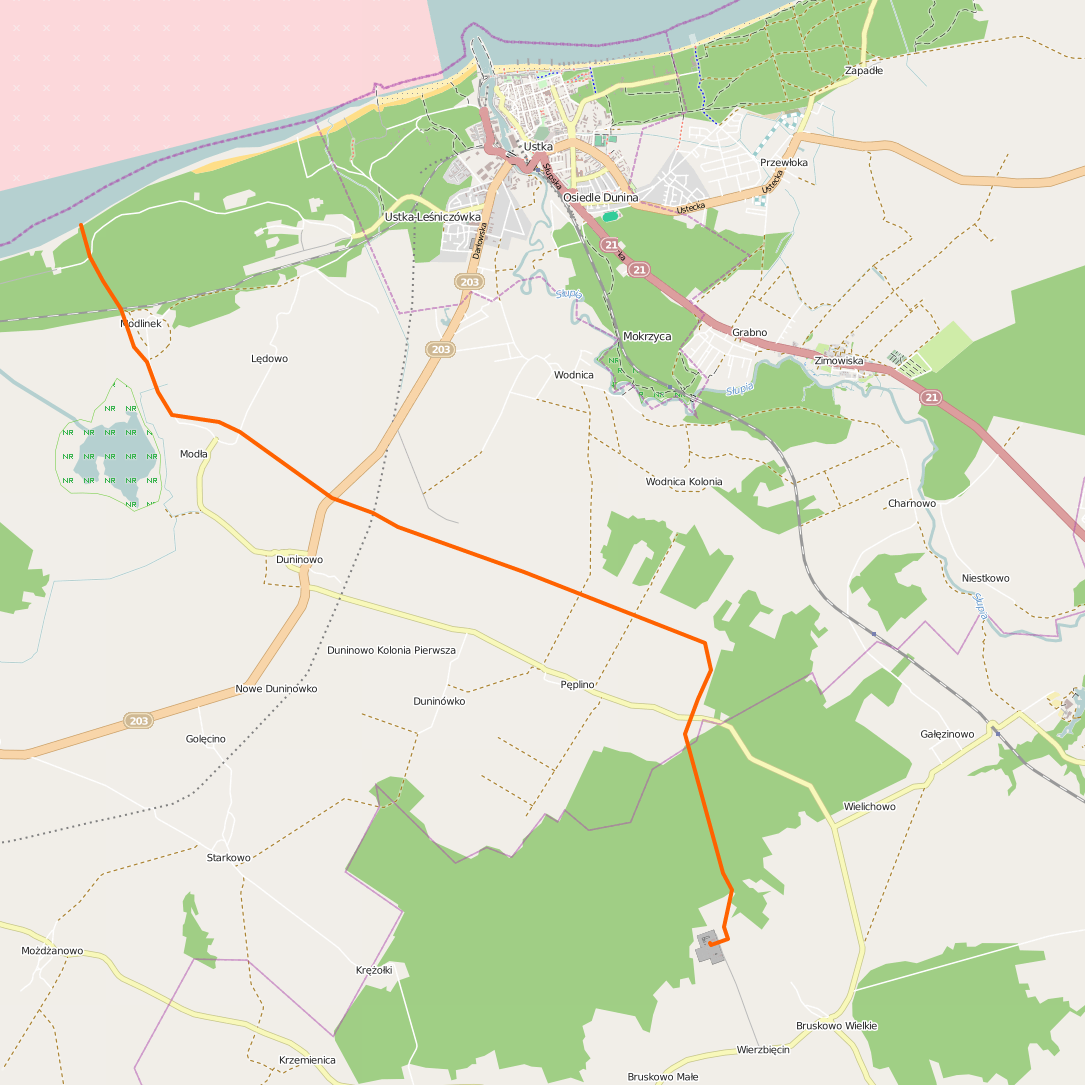
Tracé du câble souterrain de HVDC SwePol en Pologne réalisé avec Openstreetmap-Data

SwePol est une ligne de courant continu haute tension d'une longueuSuivi du câble souterrain de HVDC SwePol en Pologne réalisé avec Openstreetmap-Data. S’il vous plaît, corrct, si nécessaire !Suivi du câble souterrain de HVDC SwePol en Pologne réalisé avec Openstreetmap-Data. S’il vous plaît, coctez, si nécessaire !Suivi du câble souterrain de HVDC SwePol en Pologne réalisé avec Openstreetmap-Data. S’il vous plaît, si nécessaire !Suivi du câble souterrain de HVDC SwePol en Pologne réalisé avec Openstreetmap-Data. CT, si nécessaire !r de 254 kilomètres qui connecte les systèmes électriques de Suède, à Stärnö, et de Pologne à Bruskowo Wielkie. SwePol a été posée en 2000 par ABB et utilise un voltage de 450 kV. La puissance maximum de SwePol est 600 MW.